# Karl Erhard Junghans
Erhard Junghans (* 30. März 1879 in Schramberg; † 7. Januar 1968 in Stuttgart; vollständiger Name: Karl Erhard Junghans) war ein deutscher Chemiker und Unternehmer. 
Junghans besuchte eine Oberrealschule und leistete 1897–1898 seinen Militärdienst ab. Danach studierte er Chemie an der Technischen Hochschule Stuttgart und an der Technischen Hochschule (Berlin-)Charlottenburg, 1903 erwarb der den akademischen Grad eines Diplom-Ingenieurs und 1904 promovierte er zum Dr.-Ing.
1905 trat er als Gesellschafter und Geschäftsführer in die im Vorjahr von Albert Hirth in Cannstatt gegründete Norma-Compagnie GmbH ein (vgl. Svenska Kullagerfabriken#SKF in Deutschland – Geschichte und Gegenwart). Als 1911 in New York eine Tochtergesellschaft gegründet wurde, arbeitete er dort als Chemiker. Nachdem das Unternehmen 1914 mit der SKF in Göteborg eine Interessengemeinschaft bildete, war er von 1917 bis 1925 alleiniger Geschäftsführer des Unternehmens. Nach der Erweiterung zur SKF Norma AG trat er in den Aufsichtsrat dieser Gesellschaft ein und etwas später in den der Vereinigte Kugellagerfabriken AG in Schweinfurt und Cannstatt.